# CS Mioveni
El CS Mioveni es un club de fútbol rumano de la ciudad de Mioveni, Argeş, fundado en 2000. El equipo disputa sus partidos como local en el  Stadionul Orășenesc y juega en la Liga II.

## Historia
El equipo fue fundado en 2000 como AS Mioveni y un año después, en Liga IV, se fusionó con el Dacia Piteşti para formar el AS Dacia Mioveni y, posyeriormente, CS Dacia Mioveni. En verano de 2010 Dacia dejó de patrocinar al club y pasó a llamarse CS Mioveni, denominación actual.
En la temporada 2010/11, y pese a que el club finalizó 3.º, el club ascendió a Liga I por primera vez en su historia debido a los descensos administrativos del FC Politehnica Timişoara, Gloria Bistriţa y la anulación del ascenso del Bihor Oradea.

## Palmarés
Liga I:
- Campeones (0):, mejor puesto: 16.º 2007–08

Liga II:
- Campeones (0):
- Subcampeones (1): 2006–07

Liga III:
- Campeones (1): 2002–03